# Ernest Verlant
Pour les articles homonymes, voir Verlant.
Ernest Verlant (1862-1924) est un historien de l'art et un écrivain belge de langue française.

## Publications

### Œuvres littéraires
- Dialogue des morts, 1919
- L'Œil des Ostrogoths, 1920
- Poèmes cellulaires, 1921
- Héraclès libérateur, 1922

### Essais
- La Peinture ancienne à l'Exposition de l'art belge à Paris en 1923, 1924